# Catocala verilliana
Catocala verilliana är en fjärilsart som beskrevs av Augustus Radcliffe Grote 1875. Catocala verilliana ingår i släktet Catocala och familjen nattflyn. Inga underarter finns listade i Catalogue of Life.